# Yang Shuyu
Yang Shuyu (Kunming, 6 de março de 2002) é uma jogadora chinesa de basquete profissional.
Ela conquistou a medalha de bronze nos Jogos Olímpicos de Verão de 2020 na disputa 3x3 feminino com a equipe da China, ao lado de Wan Jiyuan, Wang Lili e Zhang Zhiting.